# 延増惇
延増 惇（えんそう じゅん、1986年10月18日 - ）は、テレビ朝日記者。元福島テレビアナウンサー。
京都府城陽市出身。

## 略歴
京都府立城陽高等学校では野球部に所属し3年時には主将を務めた。
立命館大学経済学部を卒業後、2010年福島テレビ入社。同期入社は藤川貴央、堤友香、長澤彩子。2010年4月10日の『サタふく』に4人揃って出演し、初鳴きをした。福島テレビ時代は福島競馬の実況などを担当した。
2015年12月26日の『サタふく年末SP』で11月に退職し新天地に行ったことを放送した。
2016年からは、テレビ朝日の政治部記者としてテレビ朝日系列の番組に出演している。
2019年9月現在、経済部に移動。アナウンサー出身を生かし、中継レポートやスタジオ解説なども多く担当している。

## 担当番組

### 福島テレビ時代
- サタふく（中継リポーター、「いい湯だな」コーナー担当 2010年10月 - 2013年10月）
- FTVスーパーニュース（金・土キャスター 2013年4月1日 - 2015年3月27日）
- FTVみんなのニュース（月 - 水 キャスター2015年3月30日 - 10月30日）
- エキサイティング競馬（2013年11月17日 - （不明） 実況担当）
  - みんなのKEIBA
- FTVニュース

### テレビ朝日時代
- グッド!モーニング（2016年1月 - ）
- 羽鳥慎一モーニングショー（2016年1月 - ）
- ワイド!スクランブル（2016年1月 - ）
- スーパーJチャンネル（2016年1月 - ）

他